# Neuchâtel (kanton)
| Kanton Neuchâtel          |                  |
| \| Grb kantona \|         |                  |
| Položaj u Švicarskoj      |                  |
|                           |                  |
| Podaci                    |                  |
| Glavni grad               | Neuchâtel        |
| Pristupanje konfederaciji | 1814.            |
| Skraćenica                | NE               |
| Stanovništvo              | 170.320 stan.    |
| Popis                     | 2009.            |
| Površina                  | 803,1 km²        |
| Gustoća                   | 212,08 stan./km² |
| Br. općina                | 53               |
| Jezici                    | francuski        |
| Zemljovid kantona         |                  |
|                           |                  |
| Grb kantona               |                  |

Kanton Neuchâtel ili službeno Republika i Kanton Neuchâtel (francuski: République et Canton de Neuchâtel, njemački: Republik und Kanton Neuenburg, talijanski: Repubblica e Cantone Neuchâtel, retoromanski: Republica e Chantun Neuchâtel) je kanton u zapadnoj Švicarskoj.

## Povijest
Ovo je područje bilo naseljeno već od pradavnih vremena. Vrijedno je spomenuti kulturu Cortaillod koja se ovdje javlja između 3800. i 3500. pr. n. e. koja je na ovom teritoriju gradila sela, uzgajala žitarice i izrađivala glinene posude. Radovima na vodenim tokovima u Juri (1868. – 1878.) u mjestu La Tène otkriveni su tragovi poznate latenske kulture iz željeznog doba.
Postoji vrlo malo podataka o ovoj regiji u prvom tisućljeću, zna se samo da su 998. godine klinijevci osnovali opatiju Bevaix. U tom razdoblju osnovan je i grad Neuchâtel. Godine 1011., ovaj naziv prvi put se spominje u pismu Rudolfa III. Burgundskog svojoj ženi. Teritorij kantona bio je burgundijski vazalni posjed, da bi kasnije postao dio Svetog Rimskog Carstva.
Od 1531., propovjednik Guillaume Farel širio je u ovim krajevima reformističke ideje. Smrću Marie de Nemours izumire dotadašnja vladajuća dinastija Orléans-Longueville, te Kneževina Neuchâtel ulazi u suzerenski odnos s kraljem Prusije. Godine 1806., Napoleon na čelo Neuchâtela postavlja maršala Louis-Alexandrea Berthiera. Godine 1814., kneževina dolazi ponovno pod vlast pruskog kralja koji joj odobrava ulazak u Švicarsku konfederaciju. Time Neuchâtel postaje jedina monarhijska članica konfederacije, jer su ostali kantoni imali republikansku vlast. 
U tom vremenu gospodarstvo se naglo razvija, a posebno urarstvo i tekstilne manufakture. Bečkim kongresom pruski kralj je priznat kao vladar Neuchâtela, a Neuchâtel je priznat kao švicarski kanton. Tek je revolucijom 1848., Neuchâtel u potpunosti integriran u Švicarsku prekinuvši veze s pruskim monarhom. Iako je pruski kralj Fridrik Vilim IV. pokušao nekoliko puta provesti kontrarevoluciju u kantonu, na kraju se 1857. odrekao prava na ovaj posjed. Kanton je službeno postao republika 2. ožujka 1848. godine.

## Zemljopis
Kanton se nalazi na sjeverozapadu Švicarske, u jurskom planinskom lancu. Administrativno u ovaj kanton spada dio jezera Neuchâtel. Kanton Neuchâtel graniči s Bernskim kantonom na sjeveroistoku, kantonom Vaud na jugozapadu, te Francuskom na sjeverozapadu.
Vinorodno područje nalazi se uz jezero. Najviša točka kantona je na 1.552 m.

### Upravna podjela
Kanton je podijeljen na šest distrikta koji tvore četiri regije: Distrikt Neuchâtel i Distrikt Boudry zajedno čine obalnu regiju (Région Le Littoral), Distrikt Val-de-Ruz, kao i Distrikt Val-de-Travers čine svaki posebnu regiju koja nosi ime distrikta. Distrikt La Chaux-de-Fonds i Distrikt Locle zajedno čine planinsku regiju (Région Montagnes Neuchâteloises).
Od 1. siječnja 2009. kanton se sastoji od ukupno 53 općine. Tri grada u ovom kantonu su: La Chaux-de-Fonds s 37.023 stanovnika (2007.), Neuchâtel, 32 389 stanovnika (2007.) i Le Locle, 14 345 stanovnika (2007.).

## Politika
Neuchâtel je bio jedan od prvih kantona u Švicarskoj koji je omogućio pravo glasa i ženama (1959. godine). Također ovo je jedan od prvih kantona koji dao pravo glasa i strancima koji određeno vrijeme žive u kantonu, te jedan od prvih koji je spustio dobnu granicu za glasovanje na 18 godina.
Kantonalni parlament ima 115 zastupničkih mjesta. Svaki distrikt ima određeni broj zastupnika u parlamentu, ovisno o broju stanovnika: Neuchâtel (35 zastupnika), Boudry, (25) Val-de-Travers (8), Val-de-Ruz (10), Le Locle (10), La Chaux-de-Fonds (27). Kantonalna vlada sastoji se od pet ministara. Izbori za kantonalne dužnosnike održavaju se svake četiri godine.

## Stanovništvo
Većina stanovnika ovog kantona govori francuskim jezikom kao materinskim. Stanovništvo ovog područja je tijekom povijesti bilo izrazito protestantsko, ali se u novije vrijeme počelo doseljavati i mnogo katolika. Godine 2000., protestanti su činili 38%, a rimokatolici 31% stanovništva. Većina od oko 170.000 stanovnika, koji žive u malim gradovima i selima, podjednako je raspoređena po kantonu. Negdje oko četvrtine stanovništva kantona Neuchâtel su stranci.

### Razvoj stanovništva
|                            | 1950.   | 1960.   | 1970.   | 1980.   | 1990.   | 1995.   | 2000.   | 2002.   | 2003.   | 2004.   | 2005.   | 2006.   |
| -------------------------- | ------- | ------- | ------- | ------- | ------- | ------- | ------- | ------- | ------- | ------- | ------- | ------- |
| Ukupno                     | 127.856 | 146.175 | 168.238 | 158.720 | 160.322 | 166.270 | 166.476 | 167.323 | 167.990 | 168.391 | 168.980 | 169.022 |
|                            |         |         |         |         |         |         |         |         |         |         |         |         |
| Distrikt Neuchâtel         | 35.463  | 42.239  | 51.511  | 49.900  | 49.314  | 50.561  | 50.491  | 50.739  | 50.799  | 51.134  | 51.335  | 51.502  |
| Distrikt Boudry            | 17.955  | 21.803  | 29.012  | 30.726  | 33.814  | 35.574  | 36.508  | 36.753  | 37.042  | 37.150  | 37.529  | 37.672  |
| Distrikt Val-de-Travers    | 14.036  | 14.507  | 14.213  | 11.645  | 11.981  | 12.408  | 12.185  | 12.238  | 12.227  | 12.211  | 12.196  | 12.141  |
| Distrikt Val-de-Ruz        | 8.630   | 9.221   | 10.567  | 11.208  | 12.553  | 13.722  | 14.387  | 14.617  | 14.858  | 14.923  | 15.084  | 15.230  |
| Distrikt Locle             | 17.076  | 18.329  | 19.052  | 16.504  | 15.004  | 15.241  | 14.513  | 14.439  | 14.536  | 14.495  | 14.445  | 14.262  |
| Distrikt La Chaux-de-Fonds | 34.696  | 40.076  | 43.883  | 38.737  | 37.656  | 38.764  | 38.392  | 38.537  | 38.528  | 38.478  | 38.391  | 38.215  |

Razvoj stanovništva kantona od 1950. (izvor: OFS)

## Gospodarstvo
Godine 2005., bilo je 83.724 zaposlenih u ovom kantonu. Primarni sektor zapošljavao je 3.269 osobe (3,9%), sekundarni 29.154 (34,8%), a tercijarni 51.301 osobe (61,3%). Sekundarni sektor najviše je vezan za urarstvo. Negdje oko 10% radno aktivnih osoba zaposleno je u toj grani gospodarstva. Oko trećine švicarske proizvodnje satova je iz ovog kantona.
Kanton je poznat po svojim vinima i apsintu. Vinova loza se najvećim dijelom uzgaja uz obalu jezera. U dolinama važno je stočarstvo i mlijekarstvo. 
Godine 2005., stopa nezaposlenosti u kantonu bila je 4,3%. U ovaj kanton dolazi raditi veliki broj ljudi iz susjedne Francuske (5.797 radnika 2005. godine).

## Vanjske poveznice
- (fr.)Službena stranica kantona Neuchâtel